# Младенка Говедарица
Младенка Говедарица (Сарајево, СР БиХ, 9. јул 1974.) је ванредна професорица Правног факултета Универзитета у Источном Сарајеву. Дипломирала је на Правном факултету из области кривичног и кривично-процесног права.

## Биографија
Магистарску тезу под насловом „Основне карактеристике новог кривичног процесног законодавства Републике Српске и њихов значај за реформу Законика о кривичном поступку Србије“ одбранила је на Правном факултету Универзитета у Београду Правном факултету Универзитета у Београду 2008. године. Докторску дисертацију на тему „Малољетни учиниоци у кривичном законодавству Републике Српске“ одбранила је на Правном факултету Универзитета у Источном Сарајеву 2013. године.
На Правном факултету Универзитета у Источном Сарајеву ради од 2001. године. У звање доцента на ужој научној области Кривично право и Кривично процесно право изабрана је 2013. године. У звање ванредног професора изабрана је 2018. године. Наставник је на предметима Кривично процесно право – општи дио и Кривично процесно право – посебни дио на првом циклусу студија, те Малољетничко кривично право на другом циклусу студија.
Од 2009. године до 2016. године обављала је послове сарадника за осигурање квалитета на Правном факултету. Била је предсједник и члан Дисциплинске комисије Универзитета у Источном Сарајеву (2008–2015). У периоду од фебруара 2014. године до јула 2014. године обављала је функцију продекана за наставу, као и у периоду од септембра 2014. године до јануара 2017. године. Члан је Одбора Центра за друштвене науке Универзитета у Источном Сарајеву (од 2015. год.), као и члан Стручног савјета за праћење, проучавање и унапређење система извршења кривичних санкција Министарства правде Босне и Херцеговине (од 2014. год.). Била је координатор за Клиничко образовање студената права у БиХ ( СЛП ПРОЈЕКАТ), 2020/2021. године. Руководилац је Катедре за кривично право на Правном факултету УИС.

## Одабрана библиографија
- Доношење пресуде без суђења у кривичном поступку Републике Српске, Правна ријеч, бр. 15/2008;

- Начело правичности, Правна ријеч, бр. 19/2009;

- Претпоставка невиности и начело ин дубио про рео, Правна ријеч, бр. 23/2010;

- Доказни поступак у кривичном поступку Републике Српске, Правна ријеч, бр. 37/2013;

- Акузаторски кривични поступак и начело акузаторности у ЗКП-у Републике Српске, Зборник радова „Владавина права и правна држава у региону“, Правни факултет Универзитета у Источном Сарајеву, Источно Сарајево, 2014;

- Начело „Ne bis in idem“, Избор судске праксе, бр. 6/2015;

- Истрага у кривичном поступку Републике Српске, Правна ријеч, бр. 48/2016;

- Право на суђење без одгађања, Зборник радова Правног факултета у Нишу, бр:76/2017;

- Оштећени у кривичном поступку РС (оправданост враћања оштећеног као тужиоца у кривични поступак БиХ), Девета међународно научно- стручна конференција Казнена политика И превенција криминалитета, Требиње, 2019;

- Контрола оптужнице од стране осумњиченог у кривичном поступку, Зборник радова Право, традиција и промјене (међународни научни скуп), Правни факултет И.Сарајево , 2020;

- Преговарање о кривици, Зборник радова Изазови правном систему (међународни научни скуп), Правни факултет И.Сарајево , 2021.[2]